# Torneo de Gstaad 2010
El Torneo de Gstaad es un evento de tenis que se disputa en Gstaad, Suiza,  se juega entre el 26 de julio y el 1 de agosto de 2010.

## Campeones
- Individuales masculinos:  Nicolás Almagro derrota a   Richard Gasquet, 7–5, 6–1.

- Dobles masculinos:  Johan Brunström /  Jarkko Nieminen derrotan a  Marcelo Melo /  Bruno Soares, 6–3, 6–7(4), [11–9].